# Erskine (Name)
Erskine ist ein gälischer, also irischer und schottischer Name. Er ist abgeleitet von der Stadt Erskine in Schottland. Der Name bedeutet „von der Höhe der Klippe“.

## Vorname
- Erskine Bowles (* 1945), US-amerikanischer Geschäftsmann und Politiker
- Erskine Butterfield (1913–1961), US-amerikanischer Pianist, Sänger, Arrangeur und Songwriter
- Erskine Caldwell (1903–1987), US-amerikanischer Schriftsteller
- Erskine Hamilton Childers (1905–1974), irischer Politiker, Präsident Irlands
- Erskine Hawkins (1914–1993), US-amerikanischer Jazzmusiker (Trompete)
- Erskine Sanford (1885–1969), US-amerikanischer Schauspieler
- Erskine Tate (1895–1978), US-amerikanischer Jazz-Big Band-Leader und Violinist

## Familienname

### A
- Alan Erskine-Murray, 14. Lord Elibank (1923–2017), britischer Politiker (Conservative Party)
- Albert R. Erskine (1871–1933), US-amerikanischer Automobil-Unternehmer, siehe Erskine (Automarke) #Albert R. Erskine
- Alexander Erskine, 2. Baronet (1663–1727), schottischer Adliger, Politiker und Lord Lyon King of Arms
- Alexander Erskine, 3. Lord Erskine († 1507/1509), schottischer Adliger und Politiker
- Alexander Erskine, 5. Earl of Kellie (* zwischen 1700 und 1710; † 1756), britischer Adliger
- Archibald Erskine, 7. Earl of Kellie (1736–1797), schottisch-britischer Peer und Politiker
- Audrey Erskine-Lindop (1920–1986), britische Schriftstellerin

### B
- Barbara Erskine (* 1944), britische Autorin

### C
- Chad Erskine (* 1980), US-amerikanischer Rugby-Union-Spieler
- Charles Erskine, 1. Baronet (of Alva) (1643–1690), schottischer Adliger und Politiker
- Charles Erskine of Kellie (1739–1811), italo-schottischer Kurienkardinal der Römisch-katholischen Kirche
- Charles Erskine, 4. Baronet (* zwischen 1700 und 1709; † 1747), schottisch-britischer Adliger und Offizier
- Charles Erskine, 22. Earl of Mar (1650–1689), schottischer Adeliger
- Charles Erskine, Lord Tinwald (1680–1763), schottischer Jurist und Politiker
- Chester Erskine (1905–1986), US-amerikanischer Drehbuchautor, Filmregisseur und Filmproduzent
- Chris Erskine (* 1987), nordirischer Fußballspieler

### D
- David Erskine, 9. Earl of Buchan (1672–1745), schottischer Adliger
- David Erskine, 11. Earl of Buchan (1742–1829), schottischer Adliger
- David Erskine (Schriftsteller) (1772–1837), schottischer Historiker und Schriftsteller
- David Erskine, 2. Baron Erskine (1777–1855), britischer Adliger schottischer Abstammung
- David Erskine, 13. Earl of Buchan (1815–1898), schottischer Adliger
- Donald Erskine, 16. Earl of Buchan (1899–1984), schottischer Adliger

### E
- Edward Morris Erskine (1817–1883), britischer Diplomat
- Emmanuel Erskine (1937–2021), ghanaischer General und Politiker

### G
- George Erskine (1899–1965), britischer General und Vizegouverneur von Jersey

### H
- Hazel Gaudet-Erskine (1908–1975), amerikanische Sozial- und Kommunikationswissenschaftlerin
- Henry Erskine, 3. Lord Cardross (1650–1693), schottischer Adliger und Politiker
- Henry Erskine, 5. Baronet (1710–1765), schottischer Adliger
- Henry Erskine, 12. Earl of Buchan (1783–1857), schottischer Adliger
- Henry Erskine, 10. Earl of Buchan (1710–1767), schottischer Adliger
- Howard Erskine-Hill (1936–2014), britischer Literaturwissenschaftler

### J
- James Erskine, 6. Earl of Buchan (1600–1639/1640), schottischer Adliger
- James Erskine, 7. Earl of Buchan (nach 1615–1664), schottischer Adliger
- James Erskine, 2. Baronet (1668–1693), schottischer Adliger und Offizier
- James Erskine, 14. Earl of Mar (* 1949), britischer Politiker (Liberal Democrats)
- James Erskine, Lord Grange (1679–1754), schottischer Jurist und Politiker
- James St. Clair-Erskine, 2. Earl of Rosslyn (1762–1837), schottisch-britischer Adliger, General und Politiker
- James Stuart Erskine (1821–1904), britisch-bayerischer Adliger
- James Erskine (Admiral) (1838–1911), britischer Marineoffizier
- Joe Erskine (1934–1990), walisischer Boxer
- John Erskine, 5. Lord Erskine († 1555), schottischer Adliger
- John Erskine, 18. Earl of Mar († 1572), schottischer Adliger
- John Erskine, 19. Earl of Mar (1562–1634), schottischer Adliger
- John Erskine, 20. Earl of Mar (1585–1653), schottischer Adliger
- John Erskine, 21. Earl of Mar († 1668), schottischer Adliger
- John Erskine, 23. Earl of Mar (1675–1732), schottischer Adliger
- John Erskine (Theologe) (1721–1803), schottischer presbyterianischer Theologe
- John Erskine, 24. Earl of Mar (1741–1825), britischer Adliger
- John Erskine, 25. Earl of Mar (1772–1828), britischer Adliger
- John Erskine, 26. Earl of Mar (1795–1866), britischer Adliger
- John Erskine, 4. Baron Erskine (1804–1882), britischer Adliger
- John Erskine (Admiral) (1806–1887), britischer Admiral und Politiker
- John Erskine (Schriftsteller) (1879–1951), US-amerikanischer Schriftsteller, Hochschullehrer und Pianist
- John Erskine, Lord Erskine (1895–1953), britischer Soldat, Politiker und Kolonialgouverneur
- John Erskine (Eishockeyspieler) (* 1980), kanadischer Eishockeyspieler
- John Angus Erskine (1873–1960), neuseeländischer Physiker, Elektrotechniker und Schachspieler
- John Edmund Erskine (1662–1743), schottischer Soldat und Politiker

### K
- Karin Erskine (* 1945), schwedische Kostümbildnerin
- Kenneth Erskine (* 1963), britischer Serienmörder

### L
- Les Erskine, US-amerikanischer Jazzmusiker
- Lestocq Robert Erskine (1857–1916), schottischer Tennisspieler

### M
- Malcolm Erskine, 17. Earl of Buchan (1930–2022), britischer Politiker
- Margaret Erskine († 1572), schottische Adlige und Mätresse
- Margaret Erskine (Leichtathletin) (1925–2006), britische Weitspringerin
- Marilyn Erskine (* 1926), US-amerikanische Schauspielerin
- Maya Erskine (* 1987), japanisch-US-amerikanische Schauspielerin und Drehbuchautorin
- Montagu Erskine, 6. Baron Erskine (1865–1957), britischer Adliger

### P
- Peter Erskine (* 1954), US-amerikanischer Jazz-Schlagzeuger
- Peter St. Clair-Erskine, 7. Earl of Rosslyn (* 1958), britischer Politiker und Polizeioffizier

### R
- Ralph Erskine (Prediger) (1685–1752), schottischer Prediger
- Ralph Erskine (Architekt) (1914–2005), britisch-schwedischer Architekt
- Ralph Erskine (Kryptologe) (1933–2021), britischer Kryptologe und Historiker
- Robert Erskine, 1. Lord Erskine († 1451/1452), schottischer Adliger
- Robert Erskine, 4. Lord Erskine († 1513), schottischer Adliger
- Robert Erskine (1677–1718), schottischer Arzt
- Ronald Erskine, 15. Earl of Buchan (1878–1960), schottischer Adliger

### S
- Shipley Erskine, 14. Earl of Buchan (1850–1934), schottischer Adliger

### T
- Thomas Erskine, 2. Lord Erskine († vor 1493), schottischer Adliger
- Thomas Erskine, Lord Erskine (1705–1766), britischer Adliger und Politiker
- Thomas Erskine, 6. Earl of Kellie (1732–1781), schottischer Adliger und Komponist
- Thomas Erskine, 1. Baron Erskine (1750–1823), schottischer Politiker
- Thomas Erskine (Theologe) (1788–1870), schottischer Jurist und Theologe
- Thomas Erskine, 3. Baron Erskine (1802–1877), britischer Adliger

### W
- William Erskine (Bischof) († nach 1587), schottischer Geistlicher, Erzbischof von Glasgow
- William Erskine (Höfling) († 1685), schottischer Höfling, Mundschenk von König Karl II.
- William Erskine, 8. Earl of Buchan (nach 1655–1695), schottischer Adliger
- William Erskine, 5. Baron Erskine (1841–1913), britischer Adliger